# راینهولد ووساب
راینهولد ووساب (انگلیسی: Reinhold Wosab؛ زادهٔ ۲۵ فوریهٔ ۱۹۳۸) بازیکن فوتبال اهل آلمان است.
از باشگاه‌هایی که در آن بازی کرده‌است می‌توان به باشگاه فوتبال بوخوم و باشگاه فوتبال بروسیا دورتموند اشاره کرد.